# 罗家珂
罗家珂（1933年—），男，湖南祁阳人，中国选矿专家，曾任北京有色金属研究总院教授级高级工程师。